# Storsomalia

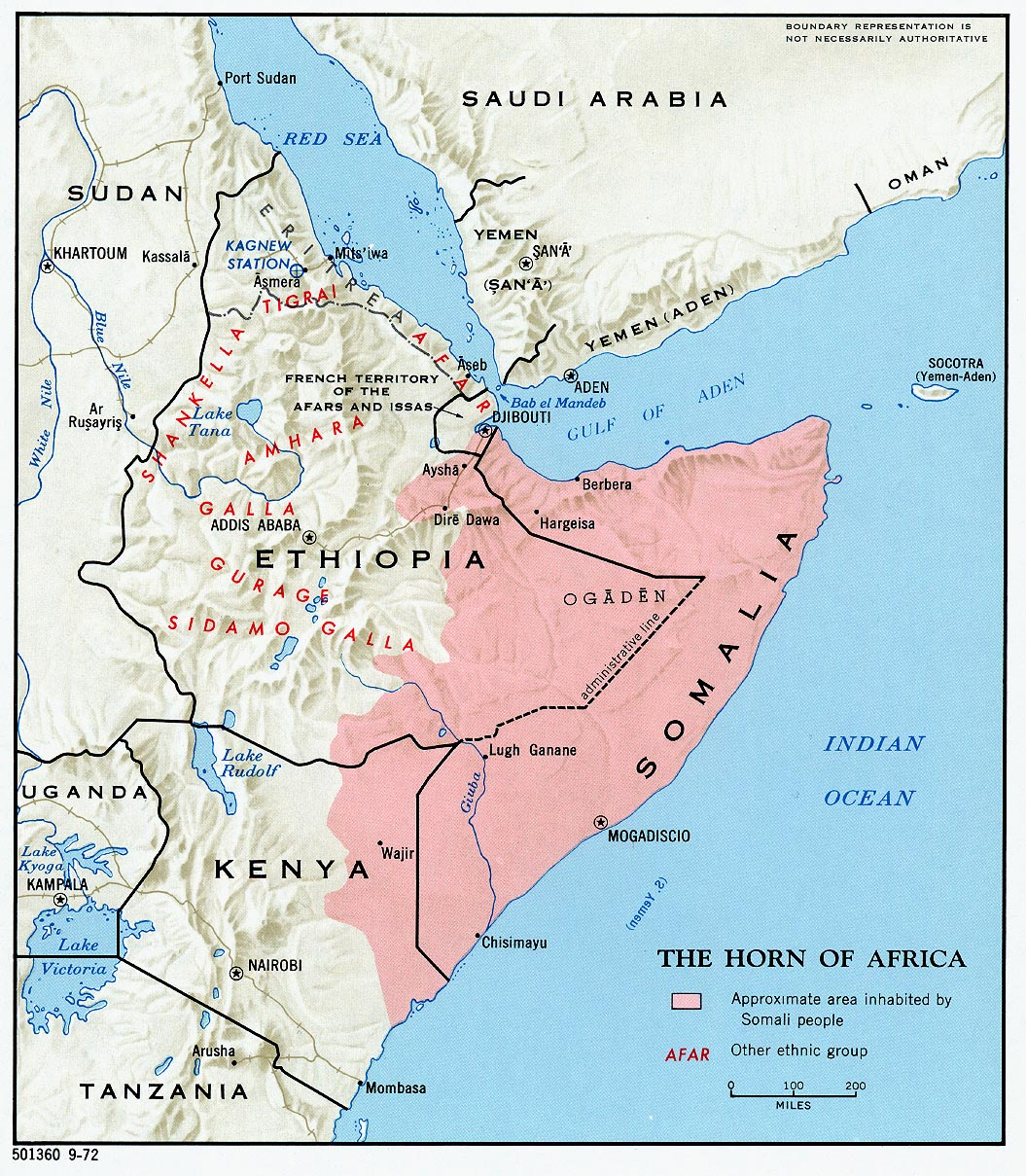
Storsomalia.

Storsomalia var de somaliska nationalisternas dröm att ena de geografiska områden där majoriteten av befolkningen utgjordes av etniska somalier. Området skulle omfatta dagens Somalia (inklusive den självutropade staten Somaliland), Djibouti, norra Kenya samt Ogadenområdet i Etiopien.
Den somaliska nationalismen, drömmen om Storsomalia, fanns under kolonialtiden hos somalierna, bland andra Muhammed ibn Abdallah Hassan al-Mahdi (1856-1920), av britterna kallad The mad mullah, ”den galna mullan”. Hassan var en fanatisk muslimsk religiös och politisk ledare. Han ledde ett långvarigt krig mot britter, italienare och etiopier i början av 1900-talet. 
I Storbritannien fanns det även starka krafter som ville sammanföra alla somalier i ett land, Storsomalia. Bland andra menade utrikesminister Ernest Bevin (1881–1951)  "att Brittiska Somaliland, Italienska Somaliland och den angränsande delen av Etiopien, om Etiopien samtyckte, skulle slås samman till ett mandatområde, så att nomaderna skulle kunna leva sitt enkla liv med minsta möjliga hinder och det skulle finnas en verklig möjlighet till ett hyggligt ekonomiskt liv så som man uppfattade det i territoriet".
Försök att förena de områdena har lett till konflikter och gränskrig. De mest kända är Ogadenkriget (1977-1978) och Shiftakriget (1960-talet). 